# Мандрикін Веніамін Анатолійович
Веніамін Мандрикін (рос. Veniamin Mandrykin, 30 серпня 1981, Оренбург — 6 серпня 2023, Москва) — російський футболіст, що грав на позиції флангового півзахисника, воротаря.
Виступав, зокрема, за клуб ЦСКА (Москва), а також національну збірну Росії.
Триразовий чемпіон Росії. Триразовий володар Кубка Росії. Володар Кубка УЄФА.

## Клубна кар'єра
Веніамін розпочинав займатися футболом у спортшколі «Юність» у Владикавказі, куди його сім'я переїхала з Оренбурга. Спочатку грав на місці нападника, але через півроку через травму основного воротаря як найвищий в команді був переведений на позицію воротаря. У той же час Мандрикін не розглядав можливість продовження занять футболом на серйозному рівні і в 1993 році пішов зі спортшколи. Однак за наполяганням тренера спортшколи «Спартак» Валерія Вікторовича Горохова він погодився на участь в турнірі серед юнацьких команд, що проходив на початку 1994 року в США. «Спартак» переміг на тому турнірі, що й спонукало Мандрикіна продовжити заняття футболом.
Веніамін Мандрикін був у складі збірної Росії на Всесвітніх юнацьких іграх 1998 року, які проходили в Москві, де збірна господарів поля стала переможницею. У тому ж році був запрошений Валерієм Газзаєвим в «Аланію», де з відходом Заура Хапова в 2000 році став основним воротарем. До цього перебував на перегляді у французькому «Бордо». В середині сезону перейшов в ЦСКА, куди на пост головного тренера прийшов Газзаєв. В армійській команді в зв'язку зі смертю Сергія Перхуна також став основним воротарем. У наступному сезоні ділив цю позицію з Русланом Нігматулліним, в 2003 році внаслідок травми поступився місцем у воротах Ігорю Акінфєєву, який на наступні три сезони міцно зайняв місце в основі. Мандрикін же грав епізодично, так, в 2005 і 2006 роках він відіграв в чемпіонаті всього 2 гри. Напередодні початку сезону 2007 року міг відбутися перехід Мандрикіна в казанський «Рубін», але клуби не домовилися про ціну угоди.
У травні 2007 року серйозну травму отримав Ігор Акінфєєв, і з 9-го по 27-ий тур Мандрикін незмінно грав в основному складі ЦСКА.
У лютому 2008 року перейшов на правах оренди в «Томь» на один сезон. 16 березня дебютував у складі «Томі» в матчі 1-го туру чемпіонату Росії з московським «Динамо», залишивши ворота «сухими».
Наприкінці лютого 2009 року Веніамін перейшов в «Ростов» на правах оренди строком на один рік. 3 квітня дебютував у складі «Ростова» в матчі 3-го туру чемпіонату Росії з командою «Хімки», який завершився перемогою його команди з рахунком 1:0.
28 липня 2010 року Мандрикін на правах оренди перейшов у брянське «Динамо».

### Аварія 10 листопада 2010 року
В ніч з 9 на 10 листопада 2010 року на власній машині Porsche Cayenne, втікаючи зі швидкістю близько 200 км/год від переслідування ГИБДД, врізався в дерево, внаслідок чого зламав хребет (компресійний перелом шийного хребця) і пошкодив спинний мозок. Веніамін переніс операцію на хребті і знаходився в реанімації, підключений до апарату штучного дихання. У машині Мандрикіна були ще два гравці «Динамо» — Максим Федоров і Марат Магкєєв, які сильно не постраждали, і дві дівчини, 19 і 20 років, які серйозно постраждали в аварії. До середини лютого 2011 року футболіст все ще перебував у реанімації.
У квітні 2011 року як жест підтримки гравця команда «Динамо» (Брянськ) вийшла на поле в першому матчі сезону 2011/12 років у футболках з його фотографією й написом: «Ми разом! Одужуй».
Проходив лікування спершу в Брянську, потім в московському НДІ нейрохірургії імені Бурденка. У червні 2011 року поступово пішов на поправку. У вересні 2011 року дав інтерв'ю, в якому розповів про прогрес у відновленні, висловив подяку лікарям, футбольним клубам, в яких Веніамін грав та які надають йому підтримку, особливо відзначивши ЦСКА, а також всім друзям і знайомим. НА початку жовтня 2011 року переведений в реабілітаційний центр.
У вересні 2012 року заявив, що йде на поправку: почав піднімати спину, рухати правою рукою, почали рости біцепси.
Станом на січень 2014 року продовжувала реабілітацію. За його словами, одужання йшло швидше, однак прогнозів ніхто не робив.

## Виступи за збірну
Мандрикін представляв національну збірну Росії різних вікових категорій, виступаючи на Чемпіонаті Європи U-18 1998 року, а також зіграв 12 матчів у молодіжній збірній Росії.
У лютому 2003 року дебютував у складі національної збірної Росії в поєдинку проти Кіпру. Протягом кар'єри у національній команді, яка тривала усього 1 рік, провів у формі головної команди країни 2 матчі.

## Статистика виступів

### Статистика виступів за збірну
| Дата      | Місто   | Господарі | Результат | Гості | Турнір                           | Голи | Примітки |
| --------- | ------- | --------- | --------- | ----- | -------------------------------- | ---- | -------- |
| 12-2-2003 | Лімасол | Кіпр      | 0 – 1     | Росія | Міжнародний турнір на Кіпрі 2003 | -    |          |
| 30-4-2003 | Тбілісі | Грузія    | 1 – 0     | Росія | Відбір до ЧЄ 2004                | -1   |          |
| Усього    |         | Матчів    | 2         |       | Голів                            | ?    |          |

## Досягнення

### Командні
- Прем'єр-ліга (Росія) (ЦСКА (Москва)):
  -  Чемпіон (3): 2003, 2005, 2006
  -  Срібний призер (2): 2002, 2004
  -  Бронзовий призер (1): 2007

- Кубка Росії (ЦСКА (Москва)):
  -  Володар (3): 2001–02, 2004–05, 2005–06
- Суперкубок Росії
  -  Володар (3): 2004, 2006, 2007
- Кубок УЄФА (ЦСКА (Москва)):
  -  Володар (1): 2004/05[12]

### Особисті
- У списку 33 найкращих футболістів чемпіонату Росії (1): № 3 — 2000
- Найкращий воротар чемпіонату Росії за версією «Спорт-Експрес»: 2000 (сер. оцінка — 6,30)
- Нагороджений Орденом Дружби (2006)[13]